# لاين مونرو
لاين مونرو (بالإنجليزية: Iain Munro)‏ (24 أغسطس 1951 في المملكة المتحدة - ) هو مدرب كرة قدم ولاعب كرة قدم بريطاني في مركز الوسط. شارك مع منتخب اسكتلندا لكرة القدم. أما مع النوادي، فقد لعب مع دندي يونايتد وستوك سيتي ونادي رينجرز ونادي سانت ميرين ونادي سندرلاند ونادي هيبرنيان ورابطة كرة القدم الاسكتلندية الحادية عشر ‏.

## وصلات خارجية
- لاين مونرو على موقع الاتحاد الإسكتلندي (الإنجليزية)
- لاين مونرو على موقع قاعدة بيانات كرة القدم.إي يو (الإنجليزية)
- لاين مونرو على موقع Soccerbase.com (مدرب) (الإنجليزية)